# Winfried Abel
Winfried Abel (* 5. Februar 1939 in Fulda) ist ein deutscher römisch-katholischer Priester und Exerzitienbegleiter.

## Leben und Wirken
Abel legte nach dem Besuch des Domgymnasiums Fulda und einem Auslandsaufenthalt in Watersleyde bei Sittard (Holland) am Gymnasium Hadamar 1959 das Abitur ab und trat anschließend in das Priesterseminar Fulda ein. Er studierte Philosophie und Theologie an der Theologischen Fakultät Fulda und am Kenrick–Glennon Seminary in Shrewsbury (Missouri). Nach seiner Priesterweihe am 21. März 1964 durch Bischof Adolf Bolte wirkte er zunächst als Kaplan in Somborn, ab 1966 als Kaplan am Fuldaer Dom und von 1970 bis 1983 als bischöflicher Beauftragter für die Seelsorge an Strafgefangenen in den Justizvollzugsanstalten in Kassel. Mitte der 1980er Jahre konzentrierte er seine priesterliche Tätigkeit auf die geistliche Leitung verschiedener Bildungs- und Exerzitieneinrichtungen des Bistums Fulda.
Im Oktober 1989 wurde er zum Pfarrer von St. Andreas (Fulda-Neuenberg) ernannt. Abel stand der Pfarrei bis zu seinem Ruhestand im August 2014 vor. Zusätzlich war er von 2003 bis 2007 Dekan des damaligen Dekanates Fulda, in dem er den Alpha-Kurs – eine Vortragsreihe über die Grundlagen des christlichen Glaubens  – etablierte. Zu den Jubiläen von St. Andreas (1998), dem Tod des hl. Bonifatius (2004) und zum 650-jährigen Dorfjubiläum von Heubach (2006) verfasste Abel kurze Festspiele und Theaterstücke. Sein 1981 erstmals publiziertes Gebetbuch über den Schweizer Einsiedler Niklaus von Flüe wurde ins Französische, Italienische und Englische übersetzt und erschien 2017 in fünfter deutscher Auflage.
Nach seiner Emeritierung wirkt Abel verstärkt als Exerzitienbegleiter. Als Mitarbeiter bei Radio Horeb und Radio Maria Österreich sowie den katholischen Fernsehsendern EWTN und KT-V ist Abel in einer Fülle von geistlichen und theologischen Vorträgen vertreten. Von 2014 bis 2020 war Abel Spiritual im Priesterseminar Leopoldinum im niederösterreichischen Heiligenkreuz. Seit 2021 ist er Familiare des dortigen Zisterzienserklosters.
Im Juli 2025 reagierte Abel auf ein Grußwort von Generalvikar Martin Stanke zum Christopher Street Day in Fulda mit einem offenen Brief, den das Online-Magazin kath.net veröffentlichte und der mit dem Fazit schließt: „In diesem Bistum möchte ich nicht mehr Priester sein.“

## Veröffentlichungen
- Das Gebetbuch des heiligen Bruder Klaus, Geheimnis der Mitte. Christiana-Verlag, Stein am Rhein 1981, ISBN 978-3-7171-0788-0 (2017 in 5. Auflage).
- Der Kaiser und der Abt, das kleine Fuldaer Welttheater. Imhof, Petersberg 1998, ISBN 978-3-932526-30-5.
- Bonifatius lebt, Festspiel zum 1250. Todestag des Apostels der Deutschen. Imhof, Petersberg 2004, ISBN 978-3-937251-90-5.
- St. Andreas in Fulda-Neuenberg. Imhof, Petersberg 2007, ISBN 978-3-86568-300-7.